# La bonne absinthe
La bonne absinthe je francouzský němý film z roku 1899. Režisérkou je Alice Guy (1873–1968). Film trvá necelou minutu. Film byl do roku 1996 považován za ztracený, než byl nalazen ve Svenska Filminstitutet.

## Děj
Zákazník se v kavárně posadí na židli a objedná si absint. Zákazník je zaneprázdněn čtením novin a nevěnuje pozornost ředění nápoje. Ke druhému stolu přijde milostný pár, který pána nevaruje, že si vodu lije do klobouku, a škodolibě situaci přihlíží. Zákazník se napije nezředěného alhokolu, nasadí si klobouk a stěžuje si číšníkovi. Ten ho pokropí pomocí láhve plné seltzerové vody. Vše končí smíchem přihlížejího páru a během dvou zlomyslných dětí, kteří zákazníka pronásledují.